# Ganeló
Ganeló és un cavaller franc que apareix a la Cançó de Rotllan. Segons la cançó de gesta era el sogre de Rotllan i va ser el que el va trair als sarraïns, i així es convertí en l'arquetip de traïdor en la literatura francesa.
Era un baró franc respectat, casat amb la germana de Carlemany i sogre de Rotllan, però envejava la valentia i popularitat del seu gendre. Quan Rotllan va proposar-lo per a dur a terme una perillosa missió com a missatger als sarraïns, Ganeló es va sentir tan ofès que va decidir venjar-se. La venjança es convertí en traïció quan avisa els sarraïns d'un atac liderat per Rotllan i els aconsella d'esperar-lo al pas de Roncesvalls. L'emboscada posa fi a la vida de Rotllan.
Ganeló és jutjat per traïció i demana un judici de Déu. Quan el seu campió d'armes Pinabel és derrotat en el combat, la culpabilitat de Ganeló queda demostrada i és sentenciat a morir esquarterat per quatre cavalls salvatges.